# Amblypodia batjana
Amblypodia batjana är en fjärilsart som beskrevs av Riley 1922. Amblypodia batjana ingår i släktet Amblypodia och familjen juvelvingar. Inga underarter finns listade i Catalogue of Life.